# Coliseo Iván de Bedout
O Coliseo Iván de Bedout é uma arena esportiva coberta localizada em Medellín, na Colômbia.
A arena é usada principalmente para sediar jogos de basquete e futsal.
A capacidade da arena para jogos dessas modalidades é de 6.000 pessoas. É a "casa" do clube de basquete local "Academia de la Montaña". A arena faz parte do Coliseu Esportivo de Medellín desde 2009.
Foi uma das sedes da Copa do Mundo de Futsal da FIFA 2016.